# Crête obturatrice
La crête obturatrice est le bord inférieur de la branche supérieure du pubis dans la partie supérieure du foramen obturé.
Elle s'étend du tubercule pubien à l'incisure de l'acétabulum.
Elle forme la lèvre antérieure du sillon obturateur et reçoit l'insertion de la membrane obturatrice.